# Lützowstraße
 (juillet 2019).

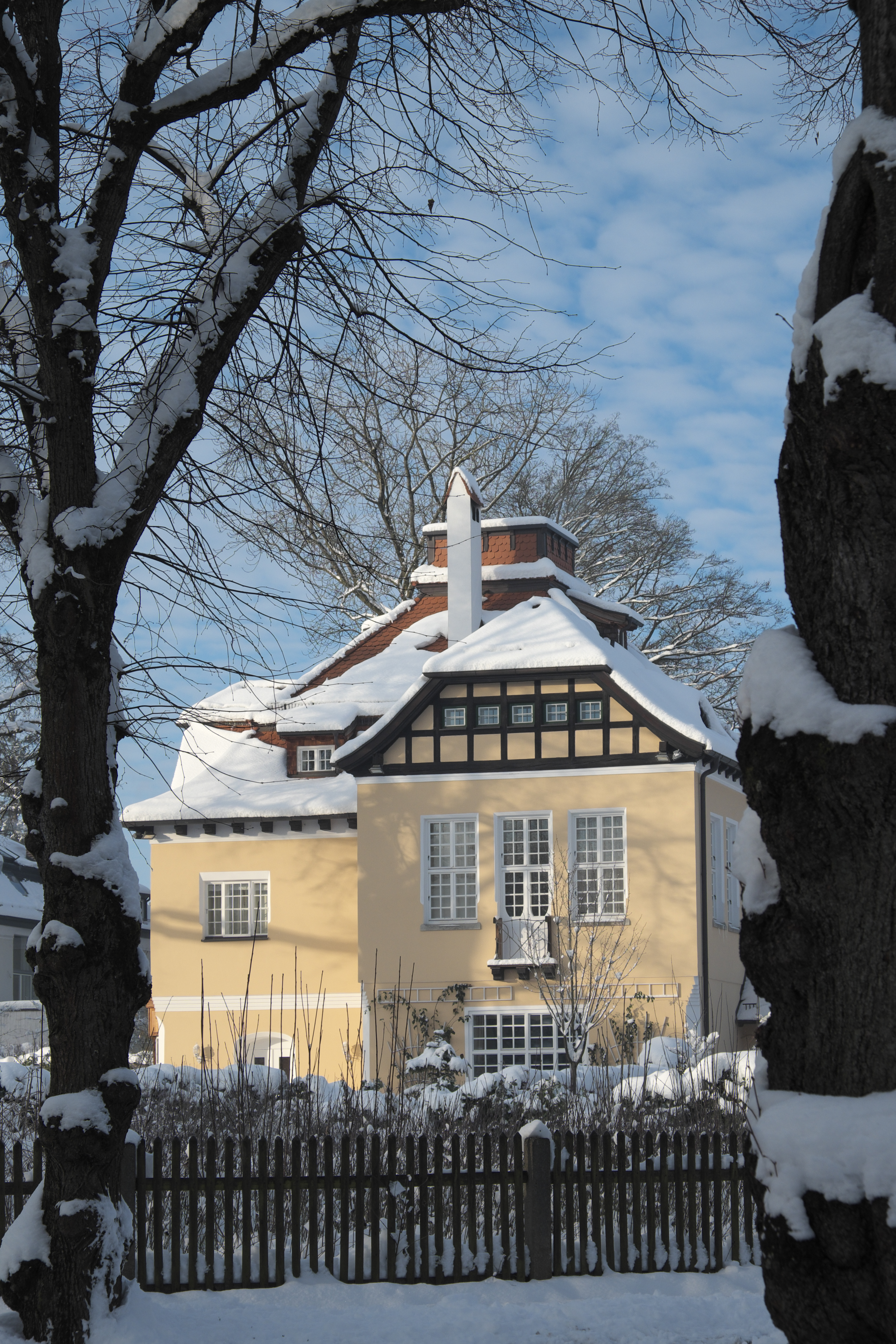
Riemerschmid-Villa

Lützowstraße (la rue Lützow) est une voie de Munich en Allemagne.

## Situation et accès
Cette rue forme la frontière entre les quartiers de Pasing et Obermenzing.
C'est une rue orientée ouest-est de la Villenkolonie Pasing II. Elle commence à Pippinger Straße, traverse la Alte Allee et se termine à Marschnerstraße.

## Origine du nom
La rue a été nommée d'après le Generalmajor prussien Ludwig Adolf Wilhelm von Lützow.

## Historique
Construite à partir de 1897, elle s'est d'abord appelée « II. Apfelallee » puis « Marienstrasse ».
Le développement a commencé en 1897 avec de simples villas. Sur le côté nord de la Lützowstraße, entre Pippinger Strasse et Alte Allee, il y a toujours une exposition de construction béante avec des maisons de ville et des Maisons semi-détachées datant d'environ 1910. Les terrains vacants, le long du secteur routier restant, ont été fermés ces dernières années. Le bâtiment remarquable de la Lützowstraße est la Riemerschmid-Villa (Lützowstraße 11).

## Bâtiments remarquables et lieux de mémoire
- Lützowstraße 1 (bâtiment résidentiel)
- Lützowstraße 6–10 (groupe de bâtiments résidentiels)
- Lützowstraße 11 (villa)
- Lützowstraße 16/18 (villa double)
- Lützowstraße 28 (bâtiment résidentiel)
- Lützowstraße 46 (villa)